# Стен Фриз
Станфорд Стен Фриз (енгл. Stanford Stan Freese) је амерички свирач тубе и музички директор кастинга Дизнија. Рођен у Минесоти, радио је као музички директор у компанији Волт Дизни више од четрдесет година, као и директор бендова у Walt Disney World Resort и одмаралишту Дизниленд. Био је директор емисије о Дизниленду у Токију, продуцент забаве за Pleasure Island и Walt Disney World Resort, као и директор музичких емисија за Морски парк Дизни. Фриз је директор кастинга за Дизниленд.

## Биографија
Дипломирао је на Универзитету у Минесоти, изабран је од Bureau of Educational and Cultural Affairs за солисту на туби са концертним бендом из Минесоте који је био на турнеји по Совјетском Савезу, у наступу за председника Сједињених Америчких Држава у Белој кући. Убрзо га је влада поново изабрала за турнеју по Кини као солисту на туби са бендом из Минесоте. Започео је музичку каријеру у Холивуду, где је продуцирао и наступао на телевизији и филмовима до 1977. године, када га је Дизни ангажовао и преселио се у Орландо где је радио као вођа Walt Disney World Band. Две године касније,бенд се преселио у Дизниленд, где је постао директор бендова и поново је тамо почео да осмишљава музички програм и предстојећи забавни парк Disney California Adventure Park. Ожењен је и има два сина, Џоша, који је члан музичких група The Vandals и Devo, и Џејсона, који је студијски музичар.

## Награде и признања
Године 1995. Фриз је примљен у Музичку кућу славних Минесоте. Године 1997. је добио награду за ликовну уметност и службу класичне конференције. Године 2007. је примљен у Кућу славних Едина и награђен је признањем за изузетна достигнућа Универзитета Минесоте. Исте године је ушао у Гинисову књигу светских рекорда као продуцент највећег туба божићног ансамбла на свету који се састоји од преко петсто туба које су наступале на концертима у Downtown Disney. Године 2008. је добио награду Disney Entertainment Excellence, а 2009—2010. признање од стране Музичке школе оружаних снага Сједињених Америчких Држава за учешће и обуку старијих вођа армије САД за војне бендове. Године 2010. је добио награде Disney Entertainment Hall of Fame и NAMM Association School JAM USA од Дизнија. Године 2011. је добио награду округа Оринџ за животно дело.